# 甲府盆地

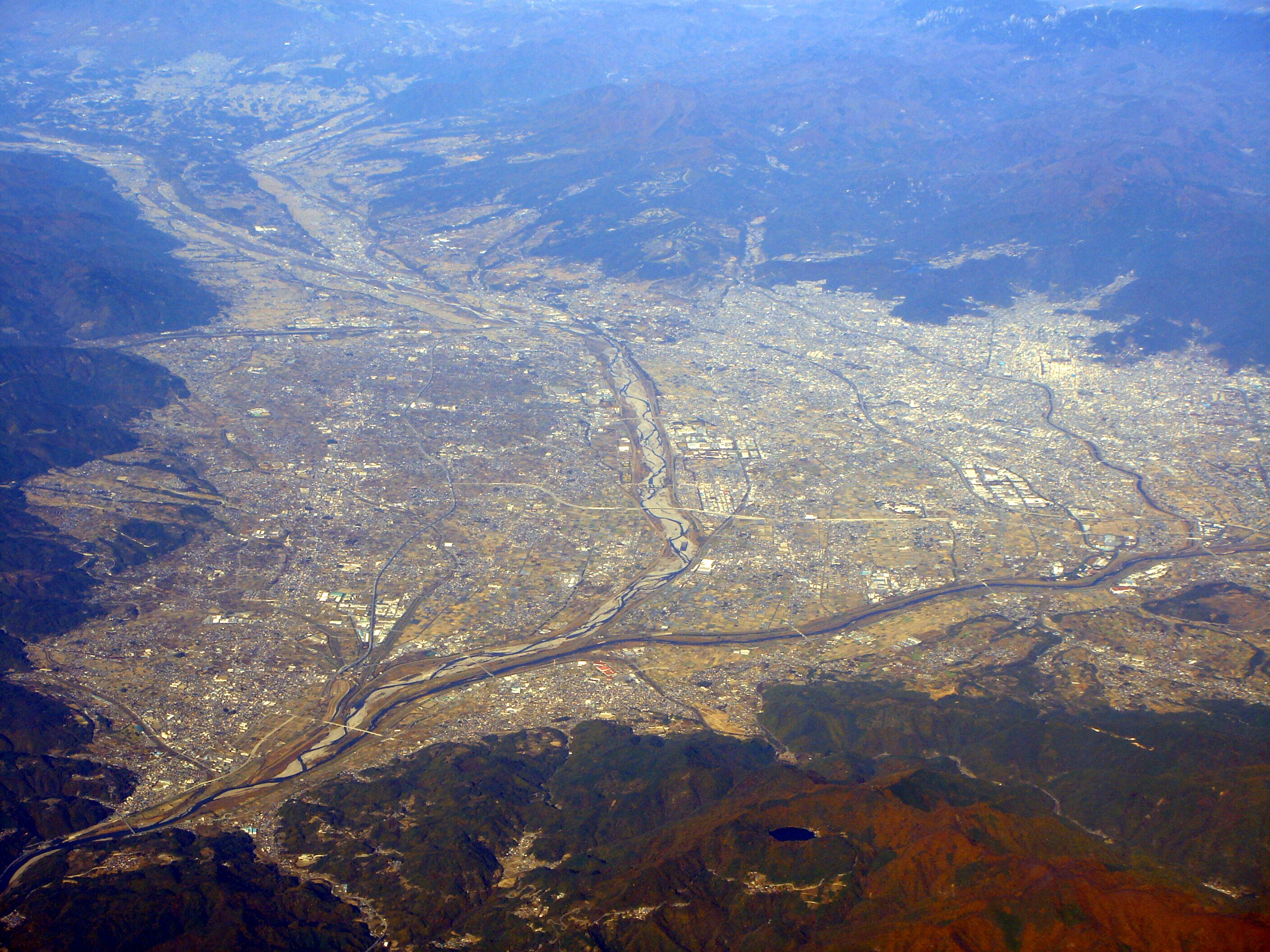
甲府盆地

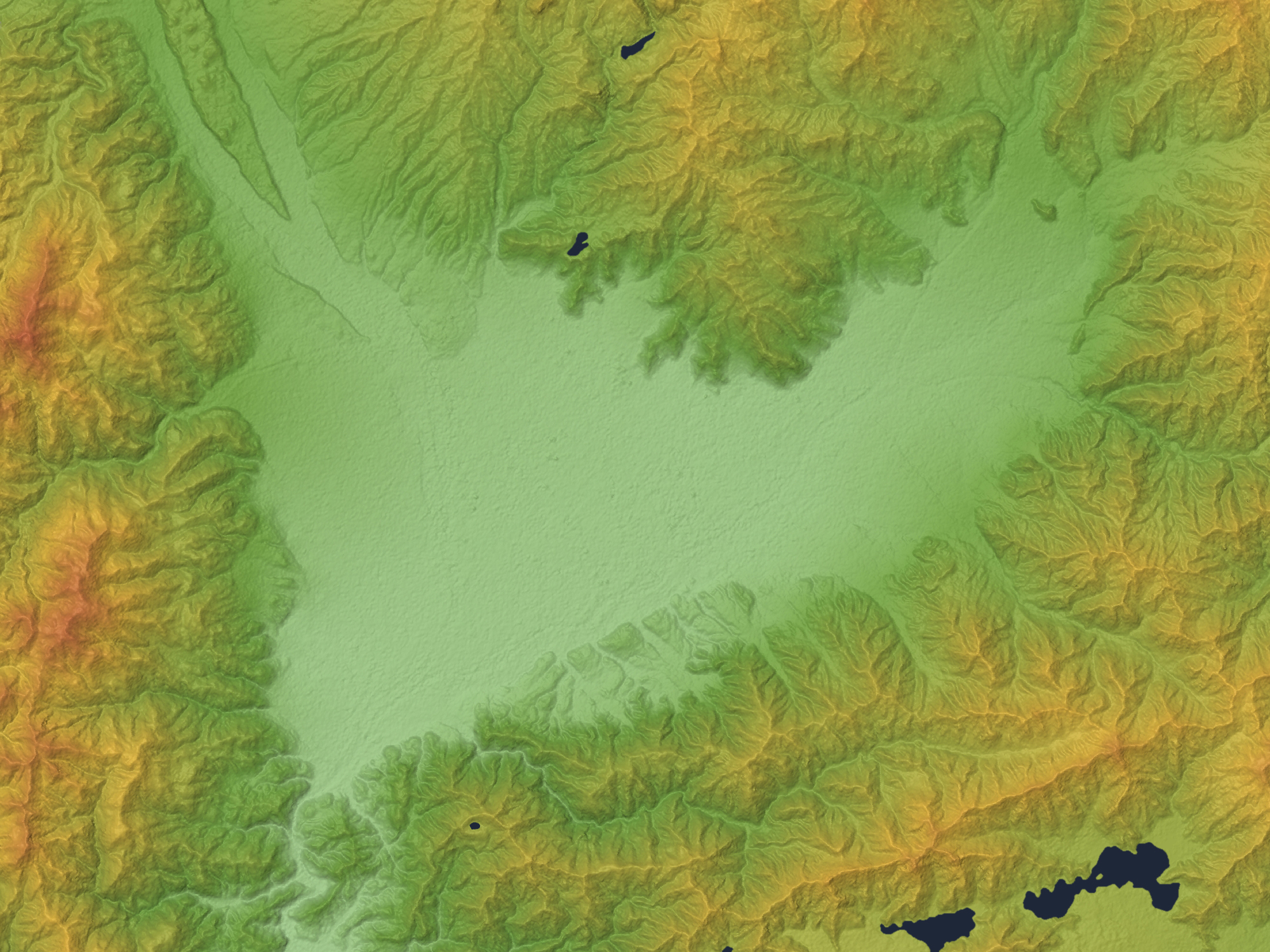
甲府盆地の地形図

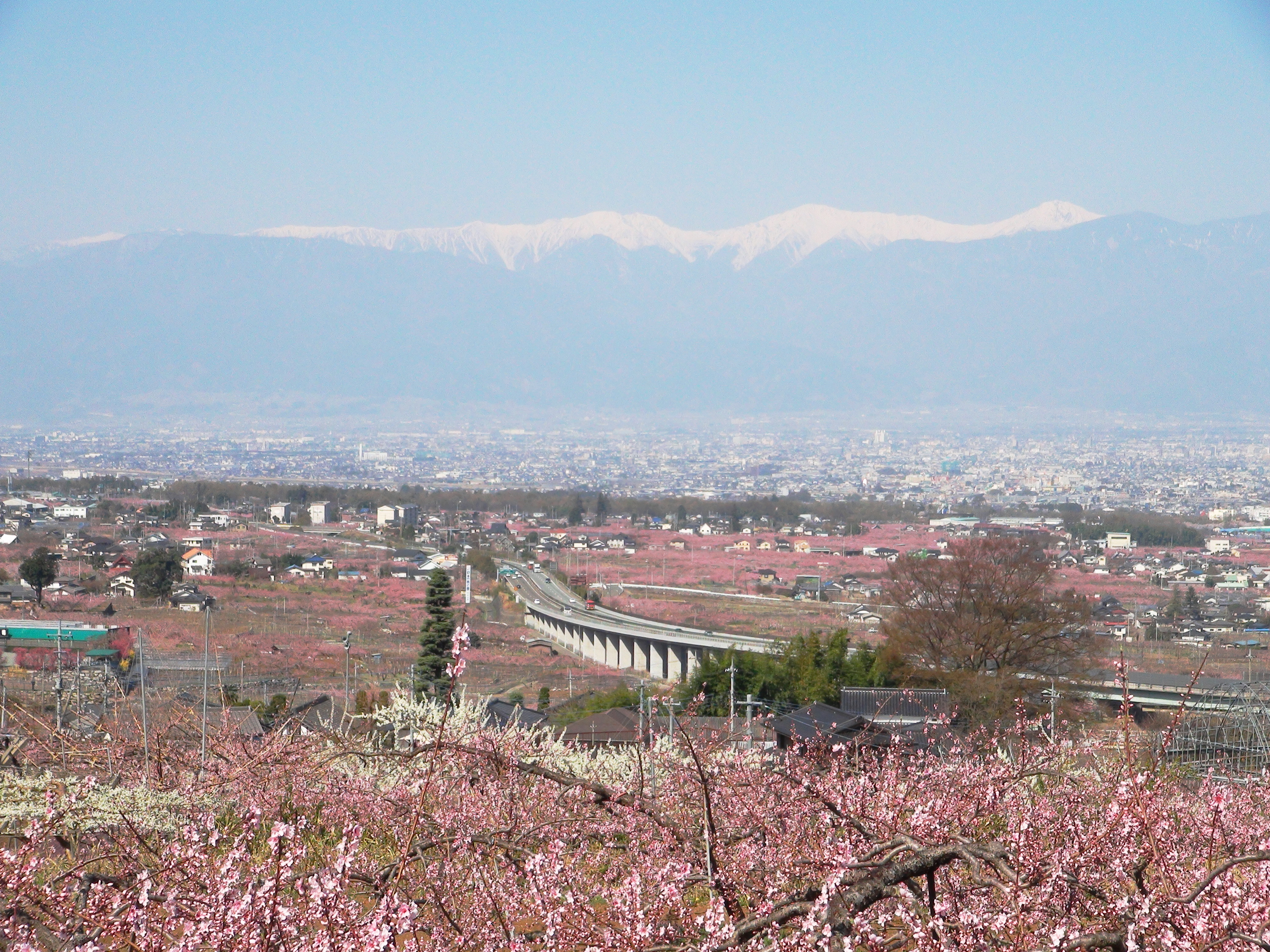
桃の花咲く甲府盆地と南アルプス

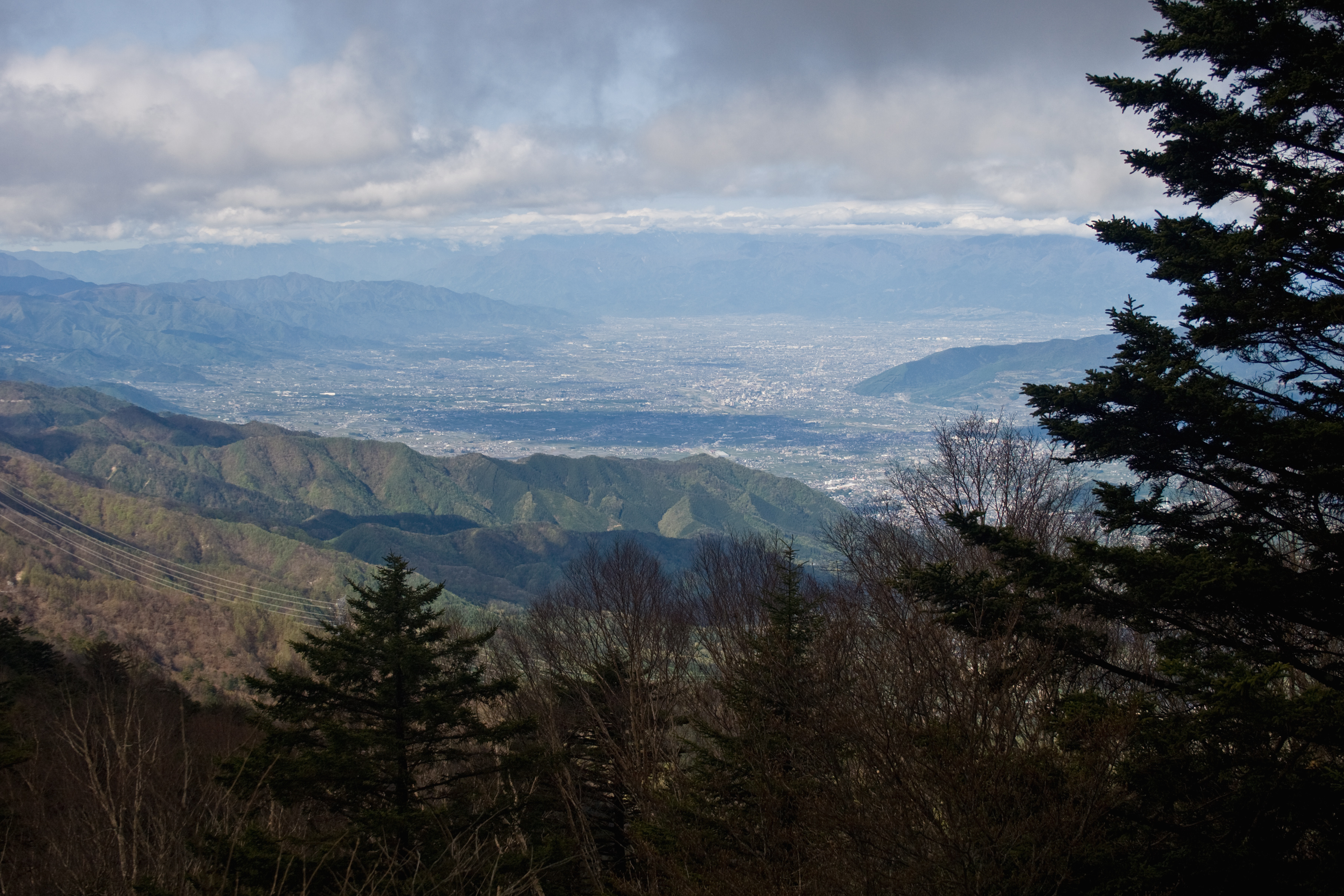
大菩薩嶺から見た甲府盆地

甲府盆地（こうふぼんち、英: Kofu Basin）は、山梨県中央部に位置する盆地。形状は、やや東西に長い逆三角形で、扇状地になっている。面積は375 km2。
長野県の松本盆地や諏訪盆地と続く構造盆地。中心部に県庁所在地の甲府市が位置するほか、甲州市や山梨市など、多くの市域を含む。

## 地理
平均標高は比較的高い300 mに位置し、四季が明瞭で寒暖の差が大きい盆地特有の内陸性気候であり、夏は暑く、冬は寒い。特に夏は日本でも一二を争う高温になる。年間降水量は少なく1,200 mm程度であるが、山地部への降雪が水資源の供給源になっており、夏から秋には集中豪雨が発生しやすい。北東から流れる笛吹川と、北西から流れる釜無川が盆地南西部で合流して富士川となり、静岡県へ向かう。盆地西部には御勅使川や早川などが東流する。河川の堆積作用により700 m以上の砂礫層があり、周縁には御勅使川扇状地、釜無川扇状地、金川扇状地など多くの複合扇状地が形成され、果樹栽培や養蚕に適した地形となっている。中南部の低地はかつて両河川の氾濫原であり、水田地帯として利用されてきた。
甲府市を交通の中心に、盆地北西から東には中央本線が、また、盆地南部を迂回する中央自動車道と国道20号（旧甲州街道）が、盆地西部には南北に静岡県へ通じる国道52号と身延線が通じており、盆地形状が交通の要衝として利用されている。

## 人文的歴史
地質学的成因には地底湖説もあり、『甲斐国志』『甲州噺』など近世に成立した地誌類には甲府盆地がかつて湖底であったと考える湖水伝説が存在する。近世初頭に成立した『甲陽軍鑑』に拠れば、太古の甲府盆地は湖であったが法城寺（廃寺）に祀られていた上条地蔵菩薩（国母稲積地蔵）の力によって盆地南部の山が切り開かれ、湖水を富士川に流したという。甲府盆地の湖水伝承を伝える寺社には甲府市の穴切大神社、甲府市の佐久神社、南アルプス市の神部神社、韮崎市の苗敷山穂見神社などがある。
中部地方有数の平野面積を有し、旧石器時代から縄文時代前期までは周辺の山岳地帯が主な考古遺跡の分布地域であったが、縄文中期には盆地地域でも釈迦堂遺跡群など大規模集落が進出し、弥生時代以降の集落遺跡や水田遺構も見られる。
盆地東南部の曽根丘陵では弥生時代後期から中道往還を経て東海地方からの古墳文化が流入し、曽根丘陵では県内最古の古墳である小平沢古墳からヤマト王権の強い影響を受けた最大の前方後円墳である甲斐銚子塚古墳や岡銚子塚古墳が出現し、甲府盆地が有力首長の勢力基盤になっていたと考えられている。5世紀以降には古墳の築造が盆地各地へ拡散し、盆地北縁では渡来人集団の生産遺跡が分布し、渡来人の墓制であると考えられている積石塚が分布している。
古代には盆地西部が中央政府の支配拠点となり、国衙や古代寺院も出現する。笛吹・釜無の両河川の氾濫原や盆地周縁の山麓地域は官牧として利用され、甲斐の黒駒に象徴される馬産地となる。平安時代には常陸国から移住した甲斐源氏が盆地各地へ進出し、棟梁となった武田氏が甲斐守護となり、石和や甲府に居館を置き、甲府盆地は諸勢力との抗争の舞台となる。戦国期には武田氏の大名権力により治水工事が進められ、新田開発も行われる。
近世にはさらに用水路や堰の開発が進み、扇状地域で普及した養蚕や果樹栽培など盆地地形を利用した産業が成立する。戦後には産業構造の変化から農業は養蚕や米麦栽培から果樹栽培へ移行し、市街化や工業団地の造成などにより盆地の景観は変貌している。

### 地方病 (日本住血吸虫症)
甲府盆地底部一帯は日本国内最大の日本住血吸虫症罹病地帯だったが、研究者や医師らによる病気撲滅の結果、1996年に終息宣言が出されることとなった。1960年代以降、山梨盆地において稲作から果樹栽培への切り替えが急激に進んだのも、地方病対策の一面が大きい。

## 観光
甲府盆地に形成された扇状地には、ブドウやモモ、サクランボといった多くの果物が栽培されているほか、東部の勝沼周辺ではワインの製造も盛んである。これら観光農園やワイナリーも多いことに加え、東京圏や中京圏からも近いことから多くの観光客も訪れる。盆地の北側には多くの奇岩がある渓谷として有名な昇仙峡があるほか、南アルプスや八ヶ岳、清里高原などへの玄関口としての役割も担っている。

## 市町村
甲府市・山梨市・韮崎市・南アルプス市・甲斐市・笛吹市・甲州市・中央市・市川三郷町・富士川町・昭和町